# U-51 (1938)
U-51 – niemiecki okręt podwodny (U-Boot) typu VII B z okresu II wojny światowej. Okręt wszedł do służby w Kriegsmarine w 1938 roku.

## Historia
Po wejściu do służby jednostka włączony do Flotylli U-Bootów „Wegener” (przemianowanej we wrześniu 1939 roku na 7. Flotyllę) jako jednostka bojowa. Podczas czterech patroli bojowych zatopił 5 jednostek nieprzyjaciela o łącznej pojemności 26 296 BRT i okręt pomocniczy – statek-pułapkę HMS „Edgehill” (X 39).
Zatopiony 20 sierpnia 1940 roku przez okręt podwodny HMS „Cachalot” w Zatoce Biskajskiej na zachód od Nantes. Zginęła cała 43-osobowa załoga U-Boota.